# Juan 4

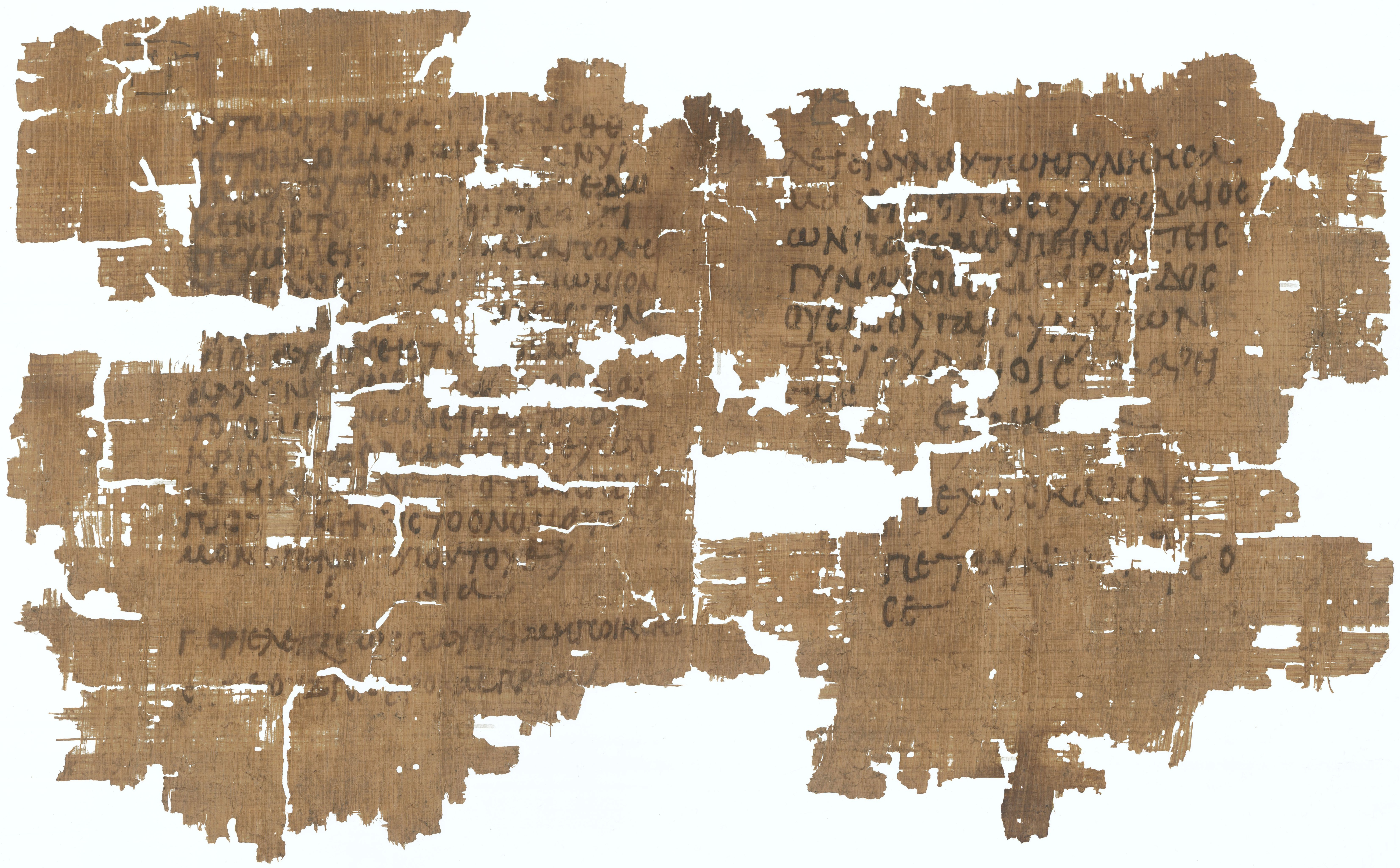
Juan 4:9-10 en el lado reverso del Papiro 63, circa 500 d.C.

Juan 4 es el cuarto capítulo del Evangelio de Juan del Nuevo Testamento de la Biblia cristiana.  La mayor parte de este capítulo (Versículos 1-42) recuerda la interacción de Jesús con la  mujer samaritana del pozo en Sicar. En los Versículos 43-54, regresa a Galilea, donde cura al hijo de un funcionario real.

## Texto
El texto original fue escrito en griego koiné. Este capítulo está dividido en 54 Versículos. Algunos manuscritos tempranos que contienen el texto de este capítulo son: 
- Papiro 75 (175-225 d. C.)
- Papiro 66 (c. 200)
- Codex Vaticanus (325-350)
- Codex Sinaiticus (330-360)
- Codex Bezae (c. 400)
- Codex Alexandrinus (400-440)
- Codex Ephraemi Rescriptus (c. 450; completo)
- Papiro 63 (c. 500; existen los Versículos 9-10)[1]

## Mujer samaritana (4:5-26)

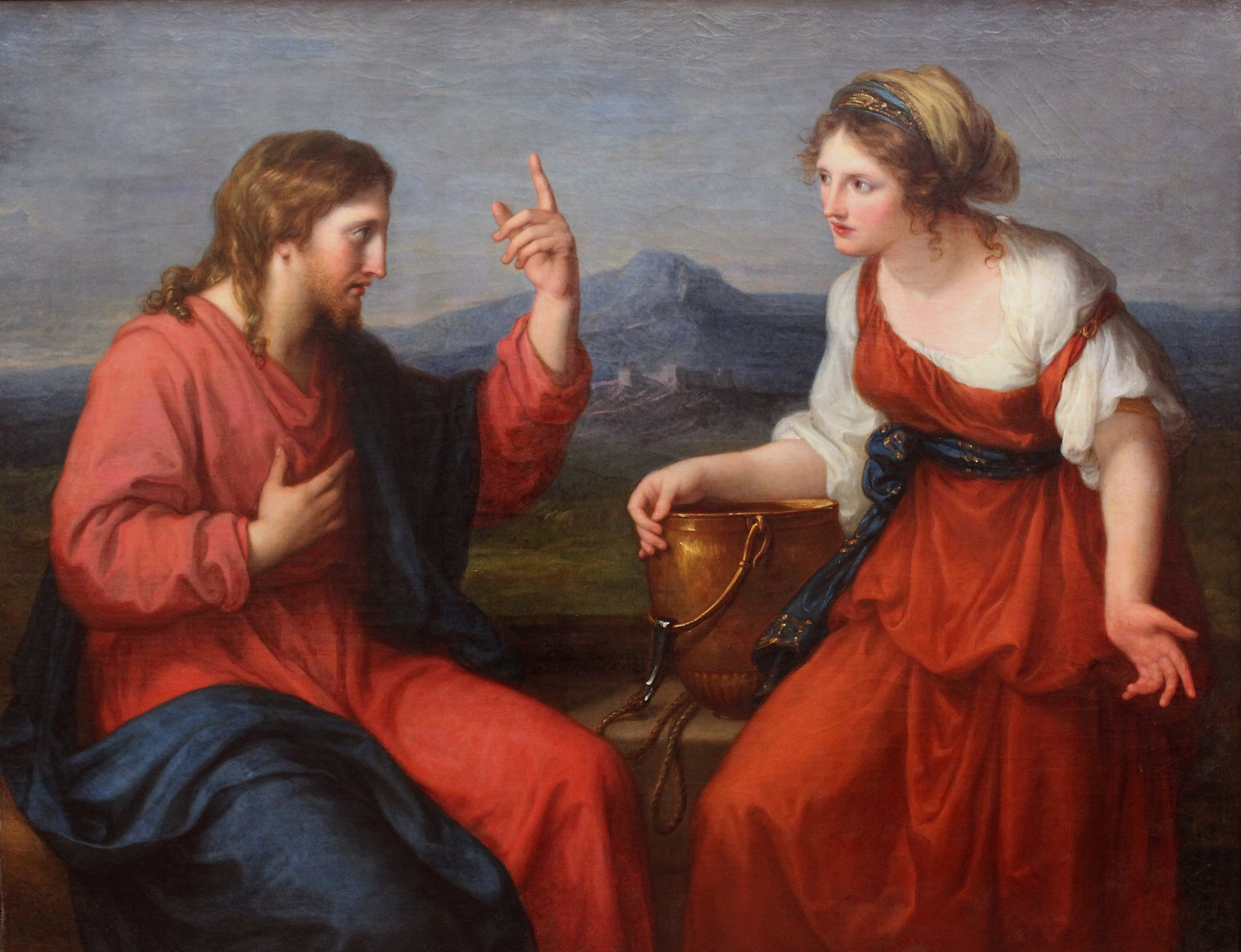
Cristo y la samaritana junto al pozo por Angelica Kauffman, 1796